# Communauté de communes des Crêtes Préardennaises
La communauté de communes des Crêtes Préardennaises, est une communauté de communes française située dans le département des Ardennes et la région Grand Est.

## Historique
La communauté de communes a été créée par un arrêté préfectoral du 20 décembre 1995.

## Territoire communautaire

### Géographie
La communauté de communes des crêtes préardennaises se situe au cœur du département des Ardennes, entre l’agglomération de Charleville-Mézières et la ville de Rethel, dans la région naturelle des crêtes préardennaises, une région caractérisée par sa topographie accidentée et vallonnée.
Elle administre un territoire de 1 000 km2 à caractère rural prononcé : seules 7 de ses communes ont plus de 600 habitants, dont Signy-l'Abbaye et Attigny, qui dépassent 1 000 habitants, soit une faible densité de 21 hab/km2. Trois pour cent des surfaces sont urbanisées.
Le territoire s'étend sur les cantons de Signy-l'Abbaye, Nouvion-sur-Meuse et d'Attigny.

### Composition
En 2022, la communauté de communes est composée des 94 communes suivantes :

| Nom                           | Code Insee | Gentilé             | Superficie (km2) | Population (dernière pop. légale) | Densité (hab./km2) |
| ----------------------------- | ---------- | ------------------- | ---------------- | --------------------------------- | ------------------ |
| Saulces-Monclin (siège)       | 08402      | Saulcerons          | 20,23            | 841 (2022)                        | 42                 |
| Alland'Huy-et-Sausseuil       | 08006      |                     | 8,71             | 272 (2022)                        | 31                 |
| Attigny                       | 08025      | Attigniens          | 11,46            | 1 106 (2022)                      | 97                 |
| Auboncourt-Vauzelles          | 08027      |                     | 5,4              | 96 (2022)                         | 18                 |
| Baâlons                       | 08041      | Baâlonnais          | 14,72            | 208 (2022)                        | 14                 |
| Barbaise                      | 08047      |                     | 6,68             | 106 (2022)                        | 16                 |
| Boulzicourt                   | 08076      | Boulzicourtois      | 6,65             | 971 (2022)                        | 146                |
| Bouvellemont                  | 08080      |                     | 4,31             | 118 (2022)                        | 27                 |
| Chagny                        | 08095      | Chagnotins          | 13,35            | 172 (2022)                        | 13                 |
| Champigneul-sur-Vence         | 08099      |                     | 4,61             | 121 (2022)                        | 26                 |
| Chappes                       | 08102      |                     | 9,59             | 82 (2022)                         | 8,6                |
| Charbogne                     | 08103      | Charbogniers        | 9,06             | 219 (2022)                        | 24                 |
| Chaumont-Porcien              | 08113      | Chaumontais         | 35,97            | 486 (2022)                        | 14                 |
| Chesnois-Auboncourt           | 08117      | Chesnoisiens        | 4,71             | 162 (2022)                        | 34                 |
| Chuffilly-Roche               | 08123      | Chuffillaciens      | 7,67             | 65 (2022)                         | 8,5                |
| Clavy-Warby                   | 08124      |                     | 11,78            | 342 (2022)                        | 29                 |
| Coulommes-et-Marqueny         | 08134      | Colimensards        | 11,99            | 75 (2022)                         | 6,3                |
| Dommery                       | 08141      | Dommericains        | 10,66            | 187 (2022)                        | 18                 |
| Doumely-Bégny                 | 08143      |                     | 7,8              | 78 (2022)                         | 10                 |
| Draize                        | 08146      | Draiziens           | 6,79             | 90 (2022)                         | 13                 |
| Écordal                       | 08151      | Escordalais         | 12,89            | 290 (2022)                        | 22                 |
| Évigny                        | 08160      |                     | 4,33             | 188 (2022)                        | 43                 |
| Faissault                     | 08163      | Fachotins           | 6,07             | 257 (2022)                        | 42                 |
| Faux                          | 08165      | Fallois             | 3,28             | 63 (2022)                         | 19                 |
| Fraillicourt                  | 08178      | Ferlicains          | 14,39            | 171 (2022)                        | 12                 |
| Givron                        | 08192      | Givronais           | 7,15             | 94 (2022)                         | 13                 |
| Givry                         | 08193      | Givryats            | 11,93            | 266 (2022)                        | 22                 |
| Grandchamp                    | 08196      | Grandchampois       | 7,28             | 89 (2022)                         | 12                 |
| Gruyères                      | 08201      |                     | 5,48             | 104 (2022)                        | 19                 |
| Guignicourt-sur-Vence         | 08203      | Guignicourtois      | 9,44             | 265 (2022)                        | 28                 |
| Guincourt                     | 08204      |                     | 5,31             | 74 (2022)                         | 14                 |
| Hagnicourt                    | 08205      |                     | 5,75             | 68 (2022)                         | 12                 |
| La Horgne                     | 08228      |                     | 5,27             | 152 (2022)                        | 29                 |
| Jandun                        | 08236      | Jandunois           | 12,78            | 304 (2022)                        | 24                 |
| Jonval                        | 08238      | Jonvaliers          | 2,53             | 89 (2022)                         | 35                 |
| Justine-Herbigny              | 08240      |                     | 11,77            | 164 (2022)                        | 14                 |
| Lalobbe                       | 08243      | Lalobbois           | 9,96             | 165 (2022)                        | 17                 |
| Lametz                        | 08244      |                     | 9,46             | 76 (2022)                         | 8                  |
| Launois-sur-Vence             | 08248      | Launoisiens         | 13,37            | 686 (2022)                        | 51                 |
| Lucquy                        | 08262      |                     | 5,07             | 579 (2022)                        | 114                |
| Maranwez                      | 08272      |                     | 3,03             | 54 (2022)                         | 18                 |
| Marquigny                     | 08278      | Marquinois          | 6,65             | 74 (2022)                         | 11                 |
| Mazerny                       | 08283      | Mazerniens          | 12,3             | 128 (2022)                        | 10                 |
| Mesmont                       | 08288      | Mesmontois          | 11,32            | 91 (2022)                         | 8                  |
| Mondigny                      | 08295      |                     | 5,9              | 193 (2022)                        | 33                 |
| Montigny-sur-Vence            | 08305      |                     | 8,24             | 220 (2022)                        | 27                 |
| Montmeillant                  | 08307      |                     | 7,02             | 84 (2022)                         | 12                 |
| Neufmaison                    | 08315      |                     | 7,06             | 68 (2022)                         | 9,6                |
| Neuville-Day                  | 08321      | Neuvillois          | 7,68             | 170 (2022)                        | 22                 |
| La Neuville-lès-Wasigny       | 08323      | Neuvillois          | 5,21             | 162 (2022)                        | 31                 |
| Neuvizy                       | 08324      | Neuviziens          | 8,62             | 119 (2022)                        | 14                 |
| Novion-Porcien                | 08329      | Novionnais          | 17,21            | 519 (2022)                        | 30                 |
| Omicourt                      | 08334      | Omicoutis           | 7,36             | 43 (2022)                         | 5,8                |
| Omont                         | 08335      | Omontais            | 17,96            | 72 (2022)                         | 4                  |
| Poix-Terron                   | 08341      | Pixiens             | 14,26            | 892 (2022)                        | 63                 |
| Puiseux                       | 08348      | Puiseutins          | 3,41             | 110 (2022)                        | 32                 |
| Raillicourt                   | 08352      | Raillicourtois      | 6,87             | 226 (2022)                        | 33                 |
| Remaucourt                    | 08356      | Remaucourtois       | 10,8             | 173 (2022)                        | 16                 |
| Renneville                    | 08360      | Rennevillois        | 9,85             | 192 (2022)                        | 19                 |
| Rilly-sur-Aisne               | 08364      |                     | 3,44             | 124 (2022)                        | 36                 |
| Rocquigny                     | 08366      |                     | 36,85            | 652 (2022)                        | 18                 |
| La Romagne                    | 08369      | Romagnons           | 9,91             | 130 (2022)                        | 13                 |
| Rubigny                       | 08372      |                     | 5,12             | 61 (2022)                         | 12                 |
| La Sabotterie                 | 08374      |                     | 3,64             | 128 (2022)                        | 35                 |
| Saint-Jean-aux-Bois           | 08382      | Saint-Jeantois      | 8,9              | 93 (2022)                         | 10                 |
| Saint-Lambert-et-Mont-de-Jeux | 08384      |                     | 10,74            | 130 (2022)                        | 12                 |
| Saint-Loup-Terrier            | 08387      |                     | 15,3             | 179 (2022)                        | 12                 |
| Saint-Marceau                 | 08388      | Marcelins           | 4,8              | 351 (2022)                        | 73                 |
| Saint-Pierre-sur-Vence        | 08395      |                     | 4,63             | 148 (2022)                        | 32                 |
| Sainte-Vaubourg               | 08398      | Valburgeois         | 6,91             | 83 (2022)                         | 12                 |
| Saulces-Champenoises          | 08401      | Saulcerons          | 22,64            | 221 (2022)                        | 9,8                |
| Semuy                         | 08411      | Semuyards           | 3,97             | 87 (2022)                         | 22                 |
| Sery                          | 08415      | Gaudiauds           | 18,57            | 319 (2022)                        | 17                 |
| Signy-l'Abbaye                | 08419      | Signaciens          | 62,03            | 1 346 (2022)                      | 22                 |
| Singly                        | 08422      |                     | 9,92             | 137 (2022)                        | 14                 |
| Sorcy-Bauthémont              | 08428      | Sorcy-Bauthémontais | 11,14            | 147 (2022)                        | 13                 |
| Suzanne                       | 08433      | Suzannois           | 6,45             | 56 (2022)                         | 8,7                |
| Thin-le-Moutier               | 08449      | Moustériens         | 39,72            | 682 (2022)                        | 17                 |
| Touligny                      | 08454      |                     | 7,28             | 82 (2022)                         | 11                 |
| Tourteron                     | 08458      | Tourteronnais       | 8,83             | 178 (2022)                        | 20                 |
| Vaux-Champagne                | 08462      | Vaux-Champenois     | 10,78            | 141 (2022)                        | 13                 |
| Vaux-lès-Rubigny              | 08465      |                     | 3,92             | 44 (2022)                         | 11                 |
| Vaux-Montreuil                | 08467      |                     | 8,35             | 108 (2022)                        | 13                 |
| Vendresse                     | 08469      | Vendressois         | 43,22            | 479 (2022)                        | 11                 |
| Viel-Saint-Remy               | 08472      |                     | 22,63            | 300 (2022)                        | 13                 |
| Villers-le-Tilleul            | 08478      |                     | 8,61             | 238 (2022)                        | 28                 |
| Villers-le-Tourneur           | 08479      | Loups               | 7,85             | 216 (2022)                        | 28                 |
| Villers-sur-le-Mont           | 08482      | Villermontois       | 5,3              | 102 (2022)                        | 19                 |
| Voncq                         | 08489      | Voncquois           | 19,87            | 211 (2022)                        | 11                 |
| Wagnon                        | 08496      |                     | 15,28            | 108 (2022)                        | 7,1                |
| Warnécourt                    | 08498      | Warnécourtois       | 5,36             | 384 (2022)                        | 72                 |
| Wasigny                       | 08499      |                     | 9,98             | 280 (2022)                        | 28                 |
| Wignicourt                    | 08500      | Wignicourtois       | 4,49             | 57 (2022)                         | 13                 |
| Yvernaumont                   | 08503      | Yvernaumontois      | 2,82             | 121 (2022)                        | 43                 |

## Démographie
| 1968   | 1975   | 1982   | 1990   | 1999   | 2010   | 2015   | 2021   |
| ------ | ------ | ------ | ------ | ------ | ------ | ------ | ------ |
| 23 047 | 21 028 | 20 005 | 20 243 | 21 378 | 21 595 | 21 975 | 21 689 |

## Administration

### Siège
La communauté a ses bureaux à Poix-Terron selon le site officiel de la communauté de communes. Cependant, son siège est situé à Saulces-Monclin

### Élus
La communauté de communes est administrée par son Conseil communautaire, composé pour la mandature 2020-2026 de 116 conseillers municipaux représentant chacune des communes membre et répartis en fonction de leur population.
Au terme des élections municipales de 2020 dans les Ardennes, le conseil communautaire renouvelé a réélu son président, Bernard Blaimont, maire de Gruyère, et désigné ses 8 vice-présidents, qui sont : 
1. Daniel Thomas, maire de Mondigny, chargé de l'aménagement, de l'habitat et de l'urbanisme ;
2. Jean-Marie Oudart, maire de Poix-Terron, chargé de la transition énergétique et écologique ;
3. Marie-France Kubiak, maire de Voncq, chargée des finances ;
4. Jean-Paul Dosière, maire de Signy-l'Abbaye, chargé du tourisme :
5. Pascal Mauroy, maire de Boulzicourt, chargé des services à la population ;
6. Bernard Mairien, maire de Neuville-Day, chargé de l'assainissement et de la  GEMAPI ;
7. Nicolas Poiret, maire de Warnécourt, chargé  de la  vie associative, du sport, de la culture et de la  communication :
8. Alain Lamorlette, maire de Lucquy, chargé de la mutualisation, l'aménagement, des travaux des communes et des impôts directs

Le bureau communautaire pour la mandature 2020-2026 est constitué du président, des 9 vice-présidents, de 2 conseillers territoriaux délégués et d'autres membres.

### Liste des présidents
| Période                                  | Période                    | Identité          | Étiquette | Qualité                                                    |
| ---------------------------------------- | -------------------------- | ----------------- | --------- | ---------------------------------------------------------- |
| Les données manquantes sont à compléter. |                            |                   |           |                                                            |
| 2008                                     | 2014                       | Robert Bocquillon |           | maire de Puiseux (2001 → 2014)                             |
| 17 avril 2014                            | En cours (au 29 juin 2022) | Bernard Blaimont  | DVD       | maire de Gruyères (1996 → ) Réélu pour le mandat 2020-2026 |

### Compétences
La communauté exerce les compétences qui lui ont été transférées  par l'ensemble des communes membres, dans les conditions déterminées par le code général des collectivités territoriales. Aux termes de la modification statutaire adoptée en 2019, il s'agit de : 
- Aménagement de l'espace  (schéma de cohérence territoriale (SCoT) et schéma de secteur, plan local d'urbanisme (PLU), document d'urbanisme en tenant lieu et carte communale, zones d'aménagement concerté (ZAC) d'intérêt communautaire ;
- Développement économique (zones d'activité, politique locale du commerce et soutien aux activités commerciales d'intérêt communautaire, promotion du tourisme, dont la création d'offices de tourisme) ;
- Gestion des milieux aquatiques et prévention des inondations (GEMAPI) ;
- Aires d'accueil des gens du voyage ;
- Collecte et traitement des ordures ménagères ;
- Protection et mise en valeur de l'environnement ;
- Politique du logement et du cadre de vie d'intérêt communautaire dont politique du logement social d'intérêt communautaire et action en faveur du logement des personnes défavorisées ;
- Actions sociales d'Intérêt communautaire ;
- Assainissement ;
- Maisons de services au public ;
- Immobilier d'entreprises (bâtiments relais, pépinières d'entreprises et agricoles) ;
- Équipements touristiques structurants (domaine de Vendresse, domaine de la Vénerie à Signy-L'Abbaye, relais de poste de Launois-sur-Vence ; sentiers de randonnées et de découverte balisés ;  voies vertes ; aires de services camping-car) ;
- Pôles médicaux et Maisons de santé  (à l'exclusion du pôle médical de Saulces-Monclin réalisée par la commune en 2010)
- Équipements sportifs structurants (Aire sportive d'Attigny, gymnases COSEC de Chaumont-Porcien et de Signy-l'Abbaye, gymnase de Poix-Terron) ;
- Réseaux et services locaux de communications électroniques ;
- Animation des jeunes et des aînés
- Sécurité et prévention de la délinquance, dans le cadre d'un  CISPD.

### Régime fiscal
La communauté de communes est un établissement public de coopération intercommunale à fiscalité propre.
Afin de financer l'exercice de ses compétences, l'intercommunalité perçoit la fiscalité professionnelle unique (FPU) – qui a succédé à la taxe professionnelle unique (TPU) – et assure une péréquation de ressources entre les communes résidentielles et celles dotées de zones d'activité.
L'intercommunalité perçoit également une redevance d'enlèvement des ordures ménagères (REOM), qui finance le fonctionnement de ce service public, ainsi qu'une bonification de la dotation globale de fonctionnement  (DGF).
Elle ne reverse pas de dotation de solidarité communautaire (DSC) à ses communes membres.

## Projets et réalisations
Conformément aux dispositions légales, une communauté de communes a pour objet d'associer des « communes au sein d'un espace de solidarité, en vue de l'élaboration d'un projet commun de développement et d'aménagement de l'espace ».